# Форман, Карл
Карл Форман (англ. Carl Foreman; 23 июля 1914 года, Чикаго — 26 июня 1984 года, Беверли-Хиллз, Калифорния) — американский кинорежиссёр, сценарист и продюсер.

## Биография
Родился в еврейской рабочей семье. Окончил Университет Иллинойса, во время учёбы стал сторонником революционного социализма и вступил в Коммунистическую партию США.
После окончания университета переехал в Голливуд, где начал карьеру сценариста. Был призван в армию, когда вышли уже три первых фильма по его сценариям. После войны вернулся к работе в Голливуде. За сценарий к фильму «Чемпион» он был номинирован на премию «Оскар».
В 1951 году, во время съёмок фильма «Ровно в полдень» Форман был вызван Комиссией по расследованию антиамериканской деятельности. Он заявил, что был членом Коммунистической партии более десяти лет, но затем вышел из неё. За отказ назвать имена других членов Компартии США Форман был включён в «Чёрный список» Голливуда. Вышедший на экраны вестерн «Ровно в полдень» был воспринят как аллегория Америки эпохи маккартизма. Форман не был упомянут в титрах как продюсер, но был номинирован на премию «Оскар» за лучший сценарий. Позже Американский институт кино включил этот вестерн в список ста лучших фильмов, он также был включён в Национальный кинореестр Библиотеки Конгресса США.
Не имея возможности получить работу, Форман переехал в Великобританию, где писал сценарии, которые переправлялись в Голливуд. В титрах его имя упоминалось под псевдонимом или не упоминалось вовсе. Так, в титрах фильма «Мост через реку Квай» (1957) по роману Пьера Буля не было имён ни Формана, ни его соавтора Майкла Уилсона. Премией «Оскар» за лучший сценарий был награждён Пьер Буль.
Форман выступил как продюсер десяти фильмов, в том числе военного боевика «Пушки острова Наварон». Кроме того, он стал режиссёром антивоенной драмы «Победители».
В 1970 году удостоен звания командора ордена Британской империи.
В конце жизни вернулся в США. Умер в Беверли-Хиллз от опухоли головного мозга.
Был дважды женат. В первом браке у него родилась дочь Кэти. Во втором браке (уже в Лондоне) — двое детей: Аманда, которая стала историком, и Джонатан, журналист и кинокритик.

## Фильмография

### Режиссёр
- 1963 — Победители / The Victors

### Сценарист
- 1941 — Spooks Run Wild
- 1941 — Bowery Blitzkrieg
- 1942 — Rhythm Parade
- 1945 — Дакота / Dakota
- 1945 — Знай своего врага: Япония / Know Your Enemy: Japan
- 1948 — So This Is New York
- 1949 — Чемпион / Champion
- 1949 — Дом храбрости / Home of the Brave
- 1949 — Let’s Go to the Movies
- 1949 — The Clay Pidgeon
- 1950 — Трубач / Young Man with a Horn
- 1950 — Мужчины / The Men
- 1950 — Сирано де Бержерак / Cyrano de Bergerac
- 1952 — Ровно в полдень / High Noon
- 1954 — Спящий тигр / The Sleeping Tiger
- 1957 — Шляпа, полная дождя / A Hatful of Rain
- 1957 — Мост через реку Квай / The Bridge on the River Kwai
- 1958 — Ключ / The Key
- 1961 — Пушки острова Наварон / The Guns of Navarone
- 1963 — Победители / The Victors
- 1969 — Золото Маккенны / Mackenna’s Gold
- 1972 — Молодой Уинстон / Young Winston
- 1978 — Отряд 10 из Наварона / Force 10 from Navarone
- 1980 — Когда время уходит / When Time Ran Out
- 2000 — High Noon

### Продюсер
- 1952 — Ровно в полдень / High Noon
- 1958 — Ключ / The Key
- 1961 — Пушки острова Наварон / The Guns of Navarone
- 1963 — Победители / The Victors
- 1968 — Otley
- 1969 — Золото Маккенны / Mackenna’s Gold
- 1969 — The Virgin Soldiers
- 1979 — Живущий свободными / Living Free
- 1972 — Молодой Уинстон / Young Winston
- 1979 — The Golden Gate Murders